# Maзник (пита)
Maзник (пита) је македонски специјалитет. Представља увијену или умотану питу. Мазник се састоји од танких слојева кора, пуњених сиром, јајима, празилуком. У југозападној Македонији у Битољу, Прилепу и Охриду обичај је да се за Василицу (Свети Василије Велики, 14. јануар) припрема мазник са новчићем.

## Састојци
За припрему македонског мазника, потребни су следећи састојци брашно, млака вода, уље, со и за фил по избору може се ставити спанаћ, сир, млевено месо, празилук, кисели купус.

## Припрема
За припрему пите потребно је замесити тесто од брашна и воде и посолити по укусу и оставити да одстоји око 10 минута на собној температури. Затим тесто поделити на 4 једнака дела и сваки део обликовати у лопту коју притиснете длановима. Сваки комад теста потребно је премазати уљем и оставите да одстоји 5-10 минута. Након тога се праве танке траке (лимови) који су нам потребни за мазник питу. Траке или лимови се премазују  са мало фила по избору. Почевши од средине калупа за печење поређајте умотане траке у спиралу. Пеците у претходно загрејаној рерни на 190 °C око 30 минута док не добије лепу златно смеђу боју.